# The Searchers (banda)
The Searchers son una banda británica de música beat, uno de los grupos representativos de la escena Merseybeat surgida a principios de los 60 en Inglaterra, junto a the Beatles, the Hollies, the Fourmost, the Merseybeats, the Swinging Blue Jeans y Gerry and the Pacemakers.
Pioneros de la llamada British Invasion, junto con the Swinging Blue Jeans, the Searchers fueron el segundo grupo de Liverpool, tras The Beatles, en entrar en las listas de éxitos estadounidenses, lo hicieron con "Needles and Pins" en marzo de 1964. Los mayores éxitos de la banda consistieron en versiones de temas populares de otros artistas como "Sweets for My Sweet" de The Drifters, "Needles and Pins" y "When You Walk in the Room" de Jackie DeShannon, "Don't Throw Your Love Away" de The Orlons o "Love Potion No. 9" de The Clovers, aunque también tuvieron éxitos con temas escritos para ellos como "Sugar and Spice".

## Historia

### Inicios
Fundada en Liverpool en 1959 como una banda de skiffle por John McNally y Mike Pender, tomaron el nombre del western de John Ford de 1956 The Searchers (conocida en Argentina, en Chile y en México como Más corazón que odio, y en España como Centauros del desierto). Pender asegura que el nombre fue idea suya, aunque McNally se lo atribuye a 'Big Ron' Woodbridge, el primer vocalista que tuvo la banda. El grupo fue completado con la incorporación de Tony Jackson (bajista) y Norman McGarry (batería).
McGarry no duró mucho y en 1960 fue reemplazado por Chris Crummey, quien poco más tarde cambió su nombre a Chris Curtis. Toni Jackson tenía dificultades para tocar el bajo a la vez que cantaba, por lo que el cantante Johnny Sandon se incorporó a la banda, que comenzó a actuar de forma regular en el club Iron Door de Liverpool, bajo el nombre de "Johnny Sandon and the Searchers".
Sandon dejó el grupo a finales de 1961 para integrarse en The Remo Four en febrero del año siguiente. La banda volvió a llamarse "The Searchers", con Jackson de nuevo como vocalista principal. Continuaron tocando en clubes de Liverpool como el Iron Door o el célebre The Cavern, llegando a actuar hasta en tres clubes diferentes en la misma noche. En 1962 firmaron un contrato con el Star-Club de Hamburgo por tres pases de una hora de duración cada noche, empezando en el mes de julio.
Cuando la banda regresó a Liverpool, se establecieron como banda residente del Iron Door Club y fue allí donde realizaron la grabación que les proporcionó un contrato discográfico con el sello Pye Records, con Tony Hatch como productor.

### Éxito comercial
El primer sencillo que grabaron con Pye fue una versión del tema "Sweets For My Sweet", con Tony Jackson como vocalista principal, acompañado en los coros por Pender y Curtis. Su sencillo de debut se convirtió en un enorme éxito durante el verano de 1963 en el Reino Unido, entrando en el UK Singles Chart el 3 de julio de 1963 y permaneciendo en la lista 16 semanas, dos de ellas en el número 1, estableciendo a The Searchers como puntas de lanza del movimiento 'Mersybeat' junto a The Beatles y Gerry and The Pacemakers. Su primer álbum, Meet The Searchers, fue publicado en agosto de 1963. Aprovechando una grabación anterior, Phillips Records, lanzó un sencillo con la versión de The Searchers del éxito de Brenda Lee, "Sweet Nothin's", que tuvo una discreta acogida en las listas británicas.
Tony Hatch, el productor de la banda, que había colaborado como músico tocando el piano en algunas de las grabaciones del grupo, compuso el tema "Sugar and Spice" bajo es seudónimo de Fred Nightingale. El sencillo alcanzó el número 2 de las listas británicas en octubre de 1963. El 7 de marzo de 1964, The Searchers entraron en las listas estadounidenses con el sencillo Needles and Pins, convirtiéndose así en el segundo grupo de Liverpool, junto con The Swinging Blue Jeans que ese mismo día entraron también con el tema "Hippy Hippy Shake", y tras The Beatles en conseguirlo, abriendo así las puertas de América de lo que pronto se conocería como la "British Invasion". El tema, cantado por Mike Pender, ya había alcanzado el número 1 en las listas británicas a primeros de año. Pender fue también el encargado de poner voz a su siguiente sencillo "Don't Throw Your Love Away", número 16 en Estados Unidos y de nuevo, número 1 en el Reino Unido. Tras la publicación del segundo álbum, Sugar and Spice, el bajista Tony Jackson, al que sólo se la había permitido hacer coros en este trabajo, dejó la banda. Fue reemplazado por Frank Allen, quien hasta ese momento había formado parte de Cliff Bennett and the Rebel Rousers. Frank Allen debutó con The Searchers con el sencillo When You Walk in the Room, versión del tema de Jackie DeShannon, con el que consiguieron el número 3 de la lista UK Singles Chart.
La versión del tema "Love Potion No. 9" de Jerry Leiber y Mike Stoller, que aparece en el primer álbum de la banda, fue lanzado como sencillo en los Estados Unidos, donde en enero de 1965, alcanzó en número 3 en la lista Billboard Hot 100, la mejor posición que iban a registrar The Searchers en toda su trayectoria.
Chris Curtis, que tenía aspiraciones como compositor, dejó la banda en 1966 y fue reemplazado por John Blunt. En 1967, Curtis formó una nueva banda llamada Roaundbout junto al teclista Jon Lord y al guitarrista Ritchie Blackmore. La participación de Curtis en el proyecto fue breve y al año siguiente abandonaría la banda, que ese mismo año pasó a llamarse Deep Purple.
A medida que los estilos musicales evolucionaron, The Searchers intentaron moverse con los tiempos grabando versiones de canciones de The Rolling Stones ("Take it or Leave it") y The Hollies ("Have You Ever Loved Somebody"), últimos sencillos de la banda en entrar en lista en el Reino Unido, donde alcanzaron puestos muy discretos. Pye Records no renovó su contrato con la banda, cuando este expiró en 1967, la salida de la banda de Curtis, principal compositor, junto al declive del movimiento "Merseybeat" fueron el detonante de esta decisión. Grupos representativos del movimiento, como The Animals o The Merseybeats se habían separado el año anterior, mientras que otros como The Beatles, The Hollies o The Rolling Stones habían evolucionado hacia otros estilos.

## Discografía

### Álbumes
- 1963 - Meet The Searchers
- 1963 - Sugar and Spice
- 1964 - Hear Hear!
- 1964 - It's the Searchers
- 1964 - Sounds Like Searchers
- 1964 - This is Us
- 1965 - Take Me for What I'm Worth
- 1972 - Second Take
- 1979 - The Searchers
- 1981 - Play For Today
- 1981 - Love's Melodies
- 1989 - Hungry Hearts

### Sencillos
- 1963 - Sweets for My Sweet / It's All Been a Dream - Pye Records
- 1963 - Sweet Nuthins / What'd I Say - Pye Records
- 1963 - Sugar and Spice / Saints and Searchers - Pye Records
- 1964 - Needles and Pins / Saturday Night Out - Pye Records
- 1964 - Don't Throw Your Love Away / I Pretend I'm with You - Pye Records
- 1964 - Someday We're Gonna Love Again / No One Else Could Love You - Pye Records
- 1964 - When You Walk in the Room / I'll Be Missing You - Pye Records
- 1964 - What Have They Done to the Rain / This Feeling Inside - Pye Records
- 1964 - Tausend Nadelstiche (Versión en alemán de Needles and Pins) / Farmer John - Vogue Records
- 1965 - Goodbye My Love / Till I Met You - Pye Records
- 1965 - He's Got No Love / So Far Away - Pye Records
- 1965 - When I Get Home / I'm Never Coming Back - Pye Records
- 1965 - Take Me for What I'm Worth / Too Many Miles - Pye Records
- 1966 - Take It or Leave It / Don't Hide It Away - Pye Records
- 1966 - Have You Ever Loved Somebody / It's Just The Way - Pye Records
- 1967 - Popcorn, Double Feature / Lovers - Pye Records
- 1967 - Western Union / I'll Cry Tomorrow - Pye Records
- 1967 - Secondhand Dealer / Crazy Dreams - Pye Records
- 1968 - Umbrella Man / Over The Weekend - Liberty Records
- 1969 - Kinky Kathy Abernathy / Suzanna - Liberty Records
- 1971 - Desdemonia / The World Is Waiting for Tomorrow - RCA Records
- 1971 - Love Is Everywhere / And a Button - RCA Records
- 1972 - Sing Singer Sing / Come On Back To Me - RCA Records
- 1972 - Needles and Pins / When You Walk in the Room / Come on Back To Me - RCA Records
- 1972 - Vahevala / Madman - RCA Records
- 1973 - Solitaire / Spicks and Specks - RCA Records
- 1979 - Hearts in Her Eyes / Don't Hang On - Sire Records
- 1980 - It's Too Late / This Kind of Love Affair - Sire Records
- 1981 - Love's Melody / Changing - Sire Records
- 1981 - Another Night / Back to the War - Sire Records
- 1982 - I Don't Wanna Be the One / Hollywood - PRT Records